# 沙厂水库
40°23′44″N 117°02′36″E / 40.3956557°N 117.0433653°E
沙厂水库是位于北京市密云县沙厂村东的水库，距密云县城20公里。拦截红门川河下游。
1973年5月竣工，总库容2120万立方米，正常水面面积42.6万平方米，控制红门川河上游128平方公里的流域。有1座主坝、3座副坝、1座溢洪道、2条输水管和2座水电站。主坝最大坝高47米，坝顶长230米。年平均供水1466万立方米，发电50万千瓦时。